# Finders Keepers (banda)
Finders Keepers fue una banda de rock inglesa, en la que tocaron los músicos Glenn Hughes, Mel Galley, y Dave Holland, futuros miembros de la agrupación Trapeze.

## Carrera
Hughes luego fue parte de las famosas bandas Deep Purple y Black Sabbath (en el álbum Seventh Star, siendo despedido en la subsecuente gira). Galley tocaría la guitarra en una de las primeras encarnaciones de Whitesnake. Holland tocó la batería en la banda de heavy metal Judas Priest, con los que grabó importantes álbumes como British Steel, Screaming for Vengeance, Defenders of the Faith, Turbo y Ram It Down.
Finders Keepers lanzó algunos sencillos, incluyendo una versión de "Sadie (The Cleaning Lady)" en 1968.